# Електронска трговина
Електронска трговина (или е-трговина) примарно се састоји од дистрибуирања, куповине, продаје, маркетинга, и сервисирања производа и услуга путем електронских система као што је Интернет и друге компјутерске мреже. Такође укључује и електронски трансфер новца, управљање ланцем снабдевања, е-маркетинг, електронску размену података, и аутоматске системе за сакупљање података. У испуњавању својих задатака користи електронске комуникационе технологије као Интернет, екстранет, електронска пошта, е-књиге, базе података, и мобилне телефоне.

## Дефинисање
Многи аспекти електронске трговине су се имплементирали током посљедњих тридесетак година. Ипак, посљедњих десетак година, како у специјализованој литератури тако и међу обичним људима, јављају се различите интерпретације и значења појма електронска трговина, те се под електронском трговином обично подразумевају операције куповине и продаје производа и услуга, које се обављају преко Интернета. Али концепт електронске трговине је много шири и не ограничава се само на Интернет. Електронска трговина је један мултидисциплинарни концепт, који утиче на начине на које се одвијају интеракције и преговори са клијентима, начине на које се обављају плаћања, као и односи са добављачима, те из наведених разлога захтева и нови правни оквир. По Француском удружењу трговине и електронске размене (фр. Association Française pour le Commerce et les Échanges, FCEE), електронска трговина је скуп неопипљивих веза које одржавају економски агенти. Ова дефиниција подразумева било коју трансакцију која се одвија преко Интернета, телефона, банкарске мреже, итд., као и било који метод плаћања независно од тога да ли се користи стварни или електронски новац.
Е-трговина се може посматрати са ширег и ужег становишта, па тако шира дефиниција обухвата размену пословних информација, одржавање пословних односа и вођење пословних трансакција средствима телекомуникационих мрежа.
А ужа дефиниција обухвата куповину и продају робе, услуга и информација путем мреже. То значи да а је е-трговина појављујући концепт који описује процесе куповине и продаје, односно размену производа, услуга и информација путем компјутерских мрежа укључујући и Интернет.

## Историја
Значење израза е-трговина се мењало током времена. Првобитно, означавао је олакшавање пословних трансакција електронски, коришћењем технологије као што је Електронска Размена Података (ЕДИ, који се појавио крајем 70-их година), у циљу слања пословних докумената као наруџбеница и фактура електронски. Касније, укључене су и активности заједнички назване “Мрежна трговина”, куповина и продаја робе и услуга путем Мреже (World Wide Web) преко сигурних сервера (као ХТТПС, специјални серверски протокол који криптује поверљиве податке ради заштите потрошача) путем електронских сервиса плаћања, као што су кредитне картице.
Када је Мрежа постала много познатија међу широм публиком 1994, многи експерти су предвиђали да ће е-трговина убрзо постати водећи економски сектор. Међутим, требало је неколико година да сигурносни протоколи (као ХТТПС) постану довољно развијени широко распрострањени. Као последица, између 1998. и 2000. године, велики број компанија у САД и Европи развио само основне сајтове.
Након 2005. године, е-трговина се веома афирмисала у свим већим градовима широм Северне Америке, западне Европе, и одређених источно азијских држава. Такође, е-трговина се и даље споро развија у неким индустријализованим државама, а практично не постоји у земљама трећег света. Па ипак е-трговина има неограничени потенцијал како за развијене тако и неразвијене земље, нудећи велике користи у веома нерегулисаном окружењу.

## Разлика између традиционалних и дигиталних канала дистрибуције
Оба вида дистрибуције имају исти циљ: доставити прави производ, правом купцу у право време, и оба послују из истих складишта обично лоцираних поред главних транспортних путева, али то су им отприлике и све сличности. А познавање разлика може спречити губитак хиљада потрошача компанијама које покушавају да покрену online посао.
- Разлика[3] бр. 1: Већи обим поруџбина, мања појединачна поруџбина

Многи традиционални продавци су дизајнирани да оперишу са великим поруџбеним конфигурацијама као што су палете или сандуци. Они могу руковати са стотинама, па и хиљадама поруџбина дневно, које су обично поприлично велике, и већина се испоручује путем камиона и сл. Насупрот њима, е-трговци обрађују десетине хиљада наруџбеница дневно, које могу бити само стоти део величине њихових традиционалних пандана. Па тако уместо да шаље сто кутија једној продавници, може послати производе стотинама потрошача у малим испорукама. Да би се ово постигло е-трговци морају опремити своје дистрибутивне центре другачије, али оваква аутоматизација није јефтина, и може износити од три до пет пута више по квадратном метру од традиционалног центра.
- Разлика бр. 2: Више производа

Виртуалне продавнице могу понудити већи асортиман производа. Али ово представља велики изазов за online дистрибутивне центре, који морају имати више места за складиштење, покретних трака и више људи да управља овако повећаним избором. Такође морају бити компјутеризовани, јер што већи асортиман, теже је имати тачан инвентар, и избећи највећу грешку е-трговине, заостале поруџбине.
- Разлика бр. 3: Више људи

Традиционални дистрибуциони капацитети који користе покретне траке обично распоређују од трећине до четвртине своје радне снаге на ову активност. Насупрот њима, 75 до 90% запослених у е-трговини је распоређено на овом задатку. Код е-трговине, функција људских ресурса је посебно важна, јер не само да ће овакав дистрибутивни центар морати да запосли више радника, већ ће морати да и да њима управља много ефикасније како би обезбедио задовољавајуће резултате. Упошљавање додатне радне снаге захтева веће просторије за одмор, додатни паркинг простор, и сл.
- Разлика бр. 4: Слање упакованих производа

Када се термин “паковање” употреби код традиционалних дистрибутивних центара, обично се односи на затварање палете у пластични омот ради заштите. Али код е-трговине означава активност која за резултат има пакет налик оном који се може наћи испод божићне јелке.

Дистрибутивни центри е-трговине морају бити експерти за мале пакете, што значи да им требају одељења намењена паковању. Такође морају бити више вични у руковању са малим пакетима.
- Разлика бр. 5: Дистрибутивни центри морају бити задужени за продају

Можда и најважнија разлика јесте критична улога дистрибутивних центара е-трговине у продаји. Ниво незадовољства online потрошача опада, а највећа њихова примедба усмерена је, према истраживању Jupiter Communications, Inc, на испоруку производа. Такође, истраживања су показала да потрошачи откажу више од 50% заосталих поруџбина.

## Питање сигурности
Интернет је отворена јавна мрежа доступна свима. Увек постоји могућност да неко неовлашћено прати комуникацију и то касније злоупотреби. Због тога је у циљу његове озбиљне примене у савременом пословању потребно пронаћи механизам који ће обезбедити:
- Заштиту тајности информација (спречавање откривања њиховог садржаја)
- Интегритет информација (спречавање неовлашћене измене информација)
- Аутентичност информација (дефинисање и провера идентитета пошиљаоца)

Криптографија је наука која се бави методама очувања тајности информација.
Основни елементи криптографије:
- шифровање - поступак трансформације читљивог текста у облик нечитљив за онога коме тај текст није намењен.
- дешифровање - поступак враћања шифрованог текста у читљив облик
- кључ - почетна вредност алгоритма којим се врши шифровање.

### Метод шифровања тајним кључем
Шифровање тајним кључем (Симетрично шифровање) јесте шифарски систем код кога је кључ за шифровање идентичан кључу за дешифровање. Што значи да и пошиљалац и прималац поруке користе исти тајни кључ.

### Метод шифровања јавним кључем
У њему сваки учесник у комуникацији користи два кључа. Један кључ је јавни и може се слободно дистрибуирати, док је други тајни и доступан је само његовом власнику. 
Иако су различити, кључеви су међусобно повезани одређеним трансформацијама. Познавање једног кључа и алгоритма трансформације не омогућава добијање другог кључа. 
Обезбеђење аутентичности информација тј. дефинисање и провера идентитета пошиљаоца постиже се употребом дигиталних потписа и дигиталних сертификата.
Сврха дигиталног потписа је да потврди аутентичност садржаја поруке (доказ да порука није промењена на путу од пошиљаоца до примаоца), као и да обезбеди гарантовање идентитета пошиљаоца поруке.
Основу дигиталног потписа чини садржај саме поруке. 
Пошиљалац применом одређених криптографских алгоритама прво од своје поруке која је произвољне дужине ствара запис фиксне дужине (пр. 512 или 1024 бита) који у потпуности осликава садржај поруке.
То практично значи да свака промена у садржају поруке доводи до промене потписа.

## Пословни модели
- B2B
- B2C
- C2B
- C2C
- B2А
- C2А
- B2Е
- P2P